# Salvador Muñoz Pérez
Salvador Muñoz Pérez (Adamuz, 1876-Córdoba, 9 de febrero de 1947) fue un político y abogado español. A lo largo de su carrera fue varias veces alcalde de Córdoba, así como gobernador civil en varias provincias.
Fue académico correspondiente de la Real Academia de Ciencias, Bellas Letras y Nobles Artes de Córdoba.

## Biografía
Nació en la localidad cordobesa de Adamuz hacia 1876. Realizó estudios de derecho en la Universidad Central de Madrid.
Abogado de profesión y miembro del Partido Liberal, estuvo asociado al Ayuntamiento de Córdoba al menos desde 1906. Llegaría de hecho a ejercer como alcalde entre 1912 y 1913, y nuevamente entre 1916 y 1917. Durante su segunda etapa como alcalde tuvo que hacer frente a graves problemas sociales, como las carestías y el paro crónico, que resultaron en masivas protestas; como consecuencia, hubo de destinar una parte del erario municipal para empleo temporal y abrir una cocina social.
Conocido terrateniente local, sería un miembro destacado de la Federación Patronal Agraria de Córdoba. En 1919 llegó a ser propuesto por la federación agraria como candidato de la «minoría agraria» de cara a los comicios de 1920, pero tras chocar con la resistencia de José Sánchez Guerra —líder de los liberales— su candidatura se frustró.
Entre 1920 y 1921 ejerció como gobernador civil en las provincias de Castellón y Valencia.
Durante el periodo de la Segunda República militó en Renovación Española, donde llegaría a ser vicetesorero local. En la primavera de 1936 sería recomendado por José Calvo Sotelo para ocupar el cargo de alcalde de Córdoba una vez se produjera la prevista sublevación militar contra el gobierno de la República. El propio Salvador Muñoz estuvo muy implicado en la conspiración golpista. Tras el triunfo de la sublevación militar, la noche del 18 de julio fue designado alcalde de Córdoba por los sublevados. No obstante, estuvo poco tiempo al frente de la alcaldía. En septiembre sería cesado de su cargo debido a supuestas irregularidades administrativas. Con posterioridad no volvió desempeñar cargos de responsabilidad.
Falleció en Córdoba el 9 de febrero de 1947.